# Peines d'amour gagnées
Pour l'épisode de Doctor Who, voir Peines d'amour gagnées (Doctor Who).

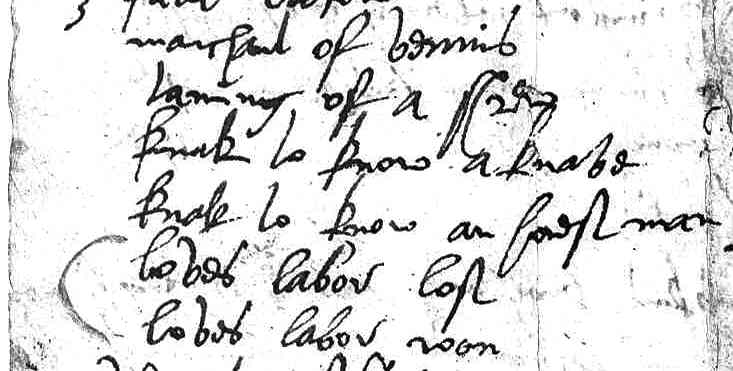
Liste de plusieurs pièces dont les Peines d'amour perdues, En 1603.

Peines d'amour gagnées (Love's Labour's Won) est une pièce de théâtre (comédie) écrite par William Shakespeare avant 1598, puisqu'elle est mentionnée dans le Palladis Tamia de Francis Meres, ouvrage qui a été inscrit au Registre des Libraires le 7 septembre 1598. On ignore s'il s'agit d'une pièce perdue ou d'un autre titre d'une pièce connue.
Il pourrait s'agir d'une suite de la comédie Peines d'amour perdues.
Il pourrait aussi s'agir d'un autre nom pour une pièce connue, comme Beaucoup de bruit pour rien ou Tout est bien qui finit bien.